# Nuclear Science and Engineering
Nuclear Science and Engineering（ニュークレア・サイエンス・アンド・エンジニアリング）はアメリカ合衆国で出版されている学術雑誌。1956年3月に創刊。発行元はアメリカ原子力学会。

## 概要
原子力エネルギーの平和利用に関する研究や代替エネルギーの論文などが収載される。編集委員会が構成され、アメリカ以外にドイツ、日本、ソ連（当時）などの研究者も委員に加わったことがある。1992年に掲載された全記事を対象とした調査では投稿から掲載までのタイムラグは6～28ヶ月、50%は13ヶ月以内に掲載される。1988年のデータによれば、当時のアメリカ原子力学会会員約14,500名に対して発行部数は約1,500部であった。情報化社会の進展に伴い、1990年代前半の時点でフロッピーディスクによる論文提出が可能となっており、その場合は投稿料がペーパーでの提出より1ページ当たり30ドル安く設定されていた。
日本国内では日本原子力研究開発機構（JAEA）図書館、京都大学工学部、国立国会図書館などで創刊時から収蔵している。

## 歴史
アメリカ原子力学会は1955年設立されたが、当時のアメリカでも原子力の基礎研究に関わる研究記事は一般向けには幾つかの商業雑誌にばらばらに発表され、収集には難があった。また、当時はマンハッタン計画を頂点とする戦時中の核開発から日が浅く、プロジェクトレポートの形でしかその成果を知ることが出来ず、合理的な刊行にも問題があった。そのため、本誌が創刊された。なお、創刊当時は隔月刊で毎号100ページ程度であった。